# دانوودی (جورجیا)
دانوودی، جورجیا (به انگلیسی: Dunwoody, Georgia) یک شهر در ایالات متحده آمریکا با جمعیت ۴۷٬۲۲۴ نفر است که در شهرستان دیکلب، جورجیا واقع شده‌است.

## موقعیت جغرافیایی
موقعیت جغرافیایی شهرها و مناطق اطراف به شرح زیر است: